# Fenómeno del parabrisas

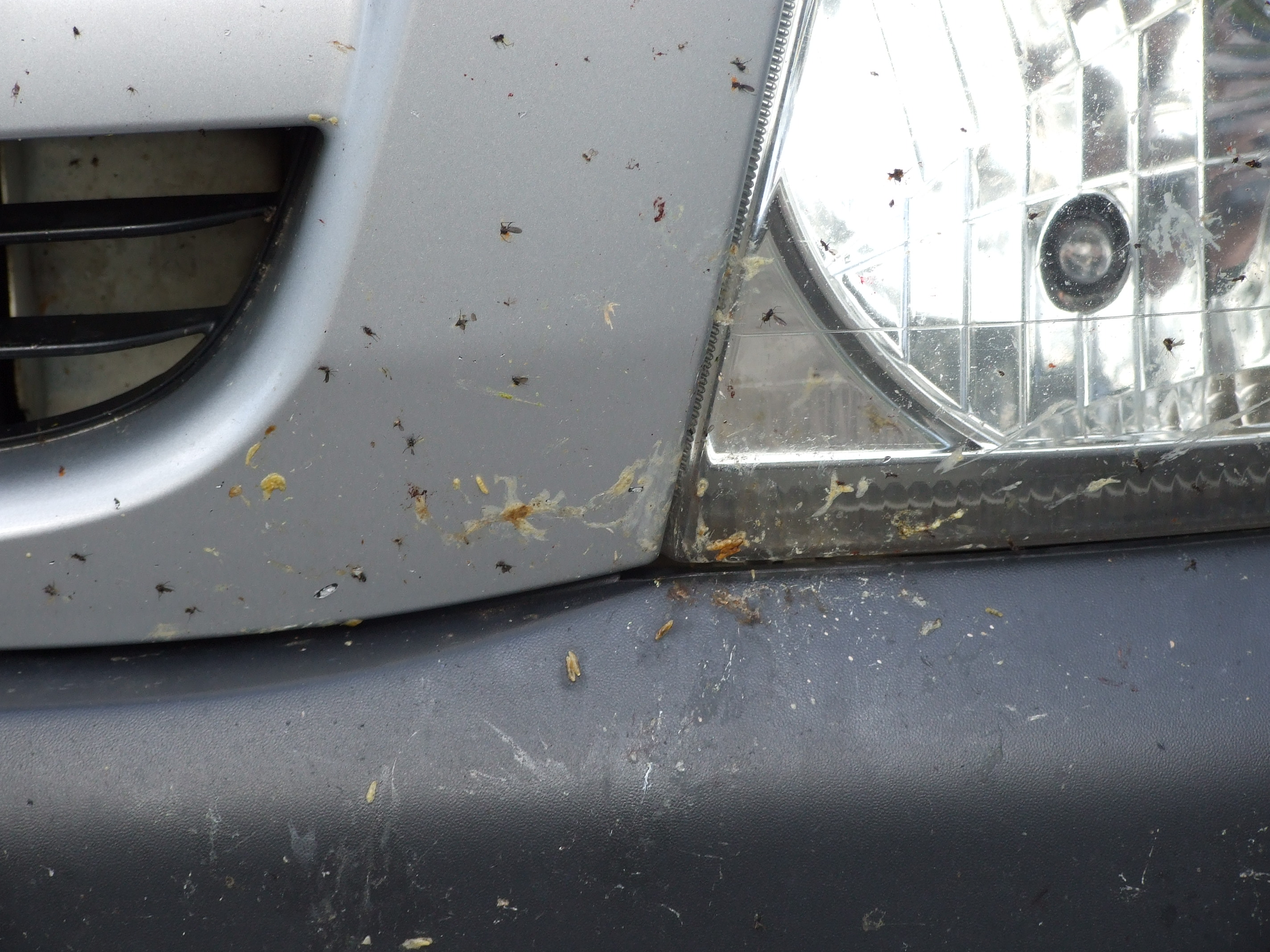
Fenómeno en un vehículo en Australia.

El fenómeno del parabrisas es el término con el que se conoce a la observación anecdótica de que las personas tienden a encontrar menos insectos aplastados en los parabrisas de sus automóviles en la actualidad en comparación con una década o varias décadas atrás. Este efecto se ha atribuido a importantes disminuciones globales en la abundancia de insectos.

## Historia
Ya en la década de 2000 se convirtió en una observación común entre los conductores que los parabrisas después de un largo viaje ya no tenían que limpiarse de una miríada de insectos.
En 2004, la Royal Society for the Protection of Birds solicitó a los automovilistas británicos que colocaran una película de PVC en su placa de matrícula para medir la cantidad de insectos que colisionaban con ella durante los viajes en automóvil. Este splat-o-meter ("aplastómetro") estimó que un insecto se aplastó cada cinco millas recorridas, y representa uno de los pocos datos directamente relevantes para el fenómeno del parabrisas. Aunque el estudio no tenía datos históricos para comparar, el estudio informó que muchos participantes estaban asombrados por la poca cantidad de insectos que fueron recolectados por las trampas. John Rawlins, jefe de Zoología de Invertebrados del Museo Carnegie de Historia Natural, ha sugerido que los cambios en los diseños de los vehículos ha hecho que los automóviles sean más aerodinámicos, lo que puede explicar parcialmente los cambios en la cantidad de insectos que se estrellan contra los parabrisas. Scott Black, director ejecutivo de la Xerces Society for Invertebrate Conservation en Portland, Oregon, no está de acuerdo. Hablando en un artículo publicado en Science, manifestó que el elegante Ford Mustang de 1969 que conducía cuando era adolescente siempre estaba cubierto de insectos. En 2016, el naturalista canadiense John Acorn señaló lo que el fenómeno se había convertido recientemente en un meme, pero cuestionó si es "razonable suponer que los parabrisas pueden decirnos algo sobre el número total de insectos" y también recordó que "los humanos son notoriamente malos para detectar tendencias".

## Estudios
El fenómeno del parabrisas se discutió ampliamente en 2017 después de que las principales publicaciones científicas y algunos medios de comunicación informaran sobre las reducciones en la abundancia de insectos en las últimas décadas. Los entomólogos afirman que se habían dado cuenta de que ya no tenían que limpiar sus parabrisas con frecuencia. Si bien existían datos que demostraban la disminución a largo plazo en el número de ciertas especies, como las abejas y las mariposas, faltaban datos que señalaran la abundancia general de insectos. La Sociedad Entomológica de Krefeld, Alemania, acumuló 27 años de números de insectos voladores recolectados utilizando métodos sin cambios (trampas de Malaise) y puntos de muestreo, publicando un estudio histórico en 2017 que describe una disminución del >75% en la biomasa total a lo largo de los años. Otro documento, un año después, mostró que este efecto se correspondía en los efectos observados en el Bosque Nacional El Yunque de Puerto Rico, utilizando datos de abundancia de 1976 y comparándolo con datos de abundancia recolectados en la actualidad utilizando métodos idénticos en ambos años.
En 2019, un estudio realizado en Dinamarca para el período 1997-2017 analizó la disminución en abundancia de los insectos utilizando parabrisas de automóviles como método de control, encontrando disminuciones del 80% y el 97% en varias secciones del trayecto recorrido por los automóviles. El estudio además halló consistencia con los datos generales obtenidos en Europa y Estados Unidos.
No todos los datos recopilados respaldan una disminución tan pronunciada de la abundancia de insectos, lo que sugiere que el verdadero efecto en todo el mundo sobre las poblaciones de insectos es variable. Sin embargo, muchos estudios están de acuerdo con las conclusiones de la investigación alemana que sugieren que el número de insectos está disminuyendo.